# L'amazzone mascherata (film 1914)
L'amazzone mascherata è un film muto del 1914 diretto da Baldassarre Negroni.

## Trama
La contessa Franca ed il marito Alberto, tenente di cavalleria, organizzano una serata di beneficenza presso un circo, in cui vari dilettanti – fra cui la contessa stessa, in qualità di cavallerizza - si sarebbero esibiti. La coppia si avvale delle strutture e del savoir-faire del direttore del circo, Jean Sterosky.
Il tenente Alberto è ritenuto un valente stratega, ed il generale, dopo avergli consegnato alcuni documenti top secret gli affida il compito di elaborare un piano di mobilitazione dell'esercito. Alberto si mette all'opera, per poi chiudere in cassaforte il proprio progetto e i documenti relativi.
Sennonché Sterosky si rivela essere una spia della Rugaria, una potenza straniera confinante e potenzialmente nemica, e, con uno stratagemma, riesce ad accedere alla cassaforte e a impadronirsi del plico. Alberto, di conseguenza, avendo perso i documenti, viene condannato a due anni di carcere per tradimento.
Franca è convinta dell'innocenza del marito, e quando il maggiordomo le mostra un gemello spaiato, recante le iniziali J. S., che ha rinvenuto per terra sotto la cassaforte, molto verosimilmente appartenente al ladro, la donna si convince che il colpevole del furto sia proprio Jean Sterosky, e si risolve di recarsi a Rugaria, in compagnia del maggiordomo, per indagare.
E l'intuizione della contessa Franca si rivela esatta, perché Sterosky ha effettivamente consegnato i documenti rubati al Primo ministro del suo paese, e ne ha ricevuto in cambio una ricca ricompensa. Franca, a Rugaria, si fa assumere come cavallerizza al circo Milano, riscuotendo grande successo: il suo nome d'arte è "L'amazzone mascherata", dato che non si mostra a nessuno, dentro e fuori dal circo, senza la maschera.
Franca riesce ad attrarre l'attenzione di Sterosky, e a farsi invitare a casa di lui: in tale occasione si toglie la maschera – provocando lo stupore dell'uomo – e, mentre tiene a bada la spia con un revolver, si fa consegnare non tanto i piani (che ormai sono stati consegnati al governo) quanto la corrispondenza che Sterovsky aveva intrattenuto col primo ministro, sufficienti a scagionare il marito. Poi lascia l'appartamento e fugge. Il maggiordomo le dà man forte, blocca la spia all'ingresso della casa, e raccoglie per terra un incartamento che la contessa, nella foga della ritirata, aveva fatto cadere.
Franca prende un treno per rimpatriare. Sterovsky, per un qualche motivo – forse per non intaccare la propria reputazione di spia, forse per non venir decurtato della propria ricompensa – si accanisce nel bloccare la contessa Franca, e fa spiccare un mandato di cattura ed un foglio di via nei suoi confronti. Franca viene bloccata alla stazione di frontiera; i documenti le vengono requisiti e lei viene istradata.
Tutto sembrerebbe dunque essere stato invano. Ma il maggiordomo – che verosimilmente ha preso, in tutta tranquillità, il treno successivo -, ritornato in patria, consegna alla contessa Franca quella carta che ella aveva perso durante la sua fuga dalla casa di Sterovsky, e che si rivela essere più che sufficiente per scagionare Alberto, che, in base ad essa, viene assolto dalle accuse e scarcerato.

## Produzione
Le pellicole superstiti del film constano di cinque bobine. L'EYE Film Instituut Nederland ha effettuato un restauro del film a partire da una copia della pellicola con didascalie olandesi; di tale pellicola il Museo Nazionale del Cinema di Torino custodisce una copia, della lunghezza complessiva di 1135 metri; la frequenza dei fotogrammi prevista originariamente è di 18 fps.

## Distribuzione
Il film è uscito nelle sale cinematografiche italiane il 21 febbraio 1914. È stato successivamente distribuito in Spagna, dove è uscito il 6 maggio dello stesso anno, in Francia (31 luglio 1914), nei Paesi Bassi (25 settembre 1914) e negli Stati Uniti (14 marzo 1915, col titolo The Woman Who Dared).
In tempi recenti, il film è stato presentato alle Giornate del cinema muto di Pordenone del 1987, organizzate dalla Cineteca del Friuli.
Sono rintracciabili edizioni in DVD del film.

## Accoglienza
Dopo l'uscita del film negli Stati Uniti, James S. McQuade, nel "The Moving Picture World" del 20 marzo 1915, affermava "Sono stato molto positivamente colpito dopo aver assistito a due proiezioni private di The Woman Who Dared. (…) La trama è avvincente, ed è così ben costruita che l'interesse non viene meno fino alla dissolvenza finale. La realizzazione è caratterizzata da recitazione, costumi, scenografia e fotografia tutti di buon livello. (…) La prova di Francesca Bertini è, come sempre, ammirevole."
Il redattore di Variety del 15 marzo 1915, dopo aver lodato la prestazione della Bertini, si esprimeva, per il resto, in maniera meno entusiastica: "Gli attori maschi non sono stati scelti con particolare cura. Alcuni di essi sono individui dall'aspetto decisamente spiacevole. Il giovane che interpreta la spia ha un trucco di tipo farsesco che sarebbe adatto in un contesto comico."